# Kinmen
Kinmen (chiń. upr. 金门; chiń. trad. 金門; pinyin Jīnmén; pe̍h-ōe-jī Kim-mn̂g, znany też jako Quemoy) – mały archipelag obejmujący kilkanaście wysp, należący do Republiki Chińskiej. Wyspy archipelagu tworzą powiat Kinmen (chiń. 金門縣; pinyin Jīnmén Xiàn; pe̍h-ōe-jī Kim-mn̂g-kōan), który w 2010 roku liczył 97 364 mieszkańców. Siedzibą powiatu jest gmina miejska Jincheng.

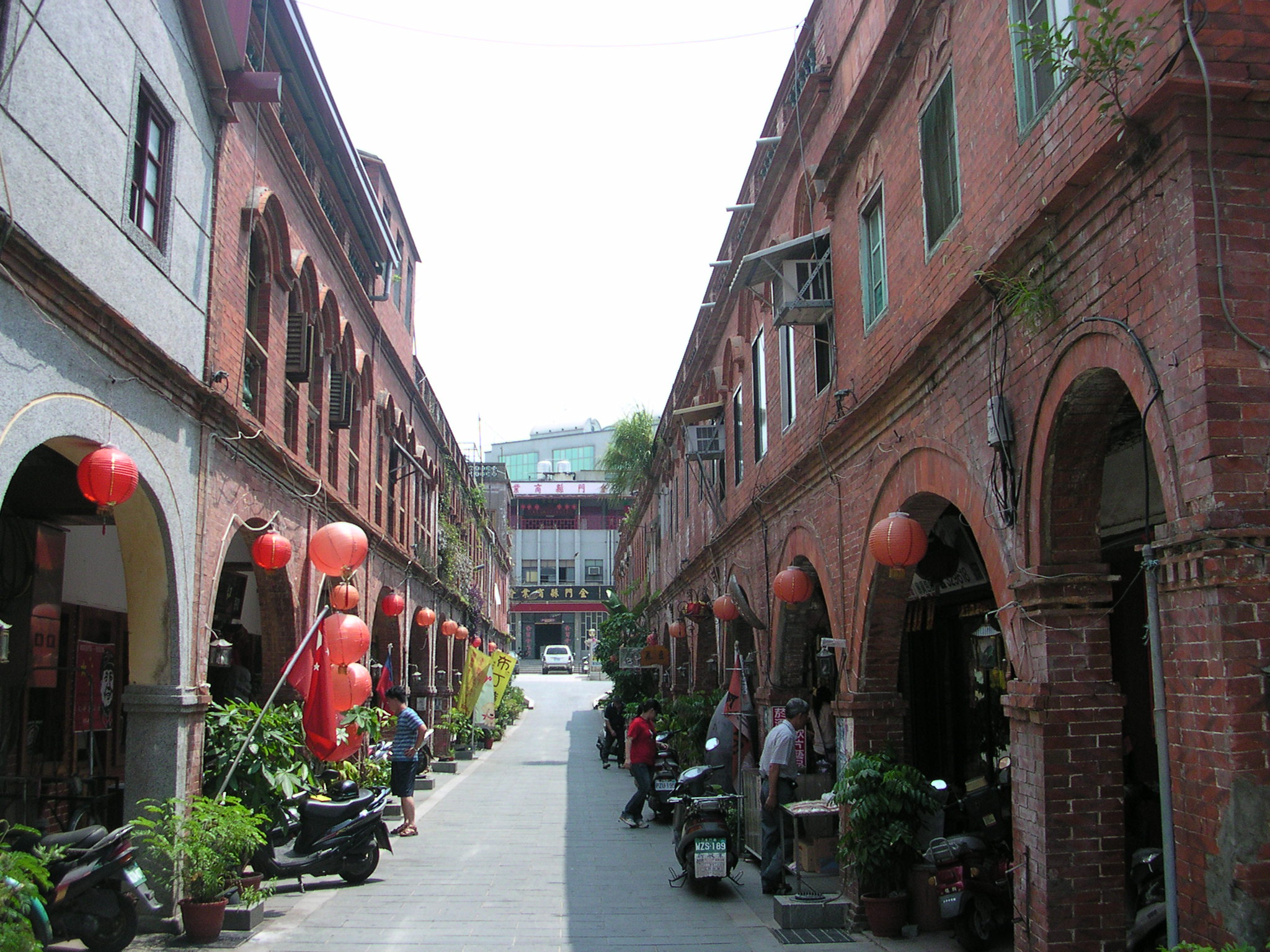
Ulica Muofan w Jincheng

Symbole powiatu:
- drzewo: wełniak azjatycki
- kwiat: Cymbidium ensifolium
- ptak: dudek

## Podział administracyjny
Powiat Kinmen dzieli się na trzy gminy i trzy gminy miejskie:
| Nazwa          | Chiński | Populacja (2010) | Powierzchnia (km²) |
| -------------- | ------- | ---------------- | ------------------ |
| Gminy miejskie |         |                  |                    |
| Jincheng       | 金城鎮  | 32 315           | 21,713             |
| Jinhu          | 金湖鎮  | 21 328           | 41,696             |
| Jinsha         | 金沙鎮  | 15 324           | 41,19              |
| Gminy          |         |                  |                    |
| Jinning        | 金寧鄉  | 18 938           | 29,854             |
| Lieyu          | 烈嶼鄉  | 8921             | 16,003             |
| Wuqiu          | 烏坵鄉  | 538              | 1,2                |